# Академия технологических наук Украины

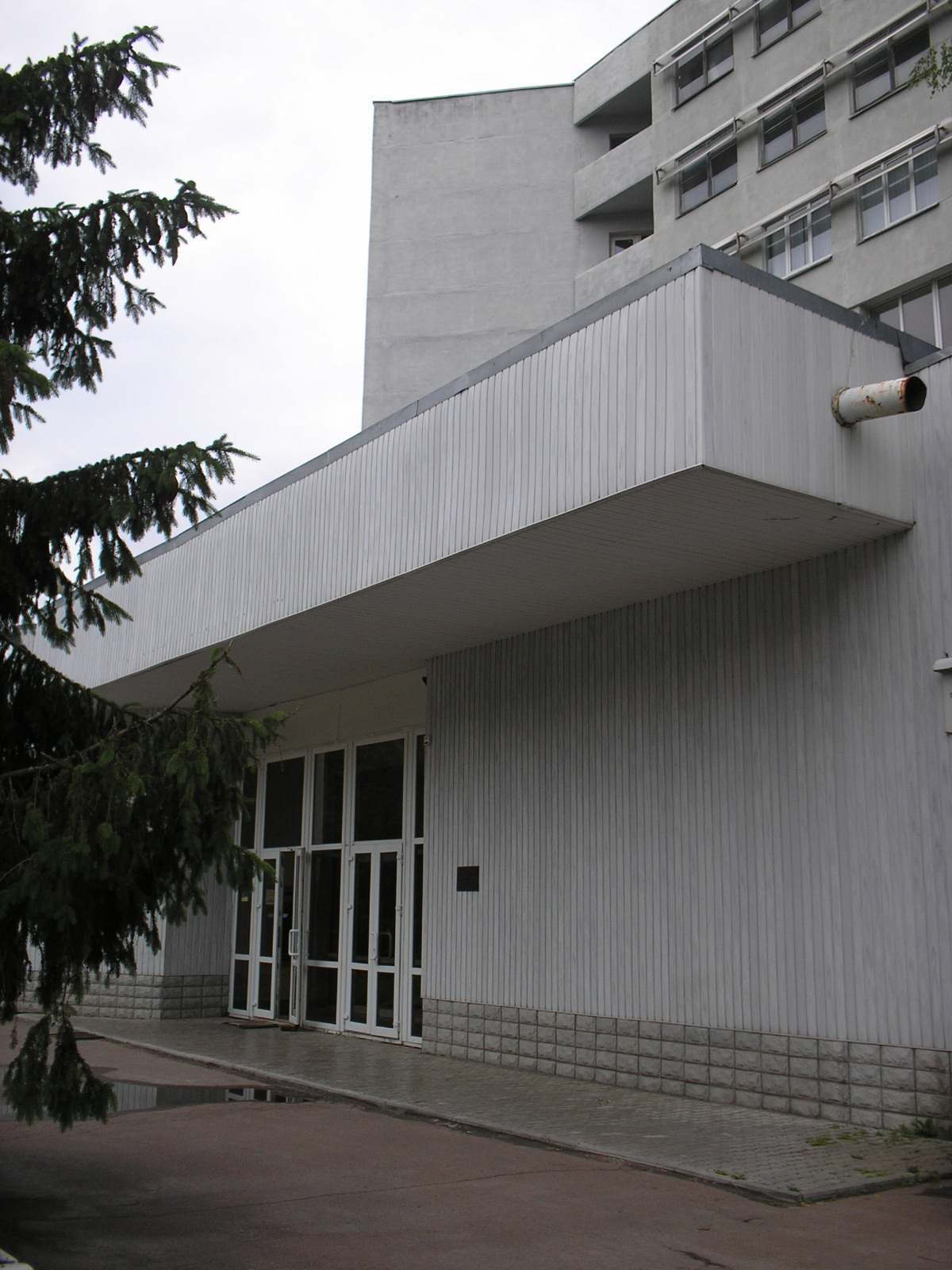
Здание, где расположена Академия технологических наук, Киев, пр. Глушкова, 42

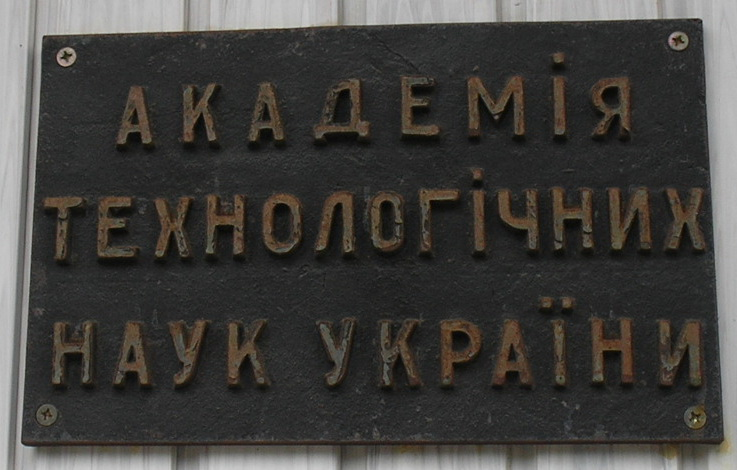
Табличка АТН Украины (увеличена, см. фото вверху)

Академия технологических наук Украины (АТН Украины) — всеукраинская общественная организация, объединяющая усилия организаций и предприятий, а также ведущих учёных-технологов и специалистов, которые работают в разных структурах, регионах и отраслях промышленности и науки Украины, с целью эффективного использования их интеллектуального, научно-технологического и творческого потенциала для укрепления экономического могущества державы. АТН Украины создана в 1991 году по инициативе Академии наук УССР.

## Учредители Академии технологических наук Украины
Академиками-учредителями Академии технологических наук Украины были: Айзенберг Я. Е., Александров М. М., Гассанов Л. Г., Герасименко С. С., Горбулин В. П., Довгополый А. С., Ключников А. А., Коноплёв И. Д., Корнилов И. Е., Кривулько В. С., Кучма Л. Д., Матвеев М. Т., Морозов А. А., Павловский М. А., Пархоменко В. Д., Петров В. В., Пилюшенко В. Л., Рибинок В. А., Семиноженко В. П., Скляров В. Ф., Соловьёв Ю. А., Тонкаль В. Ю., Чуйко А. А., Хабер Н. В.,Шпак А. П.

## Президент Академии технологических наук Украины
С момента учреждения и по настоящее время Президентом АТН Украины является известный украинский учёный-кибернетик, академик НАНУ, доктор технических наук, профессор Анатолий Алексеевич Морозов.

## Состав АТН Украины
В составе академии 130 действительных членов (академиков), 125 членов-корреспондентов, 2 кандидата в члены академии, а также 19 иностранных действительных членов (академиков) и 7 иностранных членов-корреспондентов из США, Канады, Германии, Российской Федерации, Кореи, Турции, Израиля, Азербайджана, Швеции, Италии, Нидерландов, Польши и Узбекистана. Среди членов академии 179 докторов и кандидатов наук и 45 известных учёных-технологов, в том числе 88 профессоров, 7 академиков и 12 членов-корреспондентов НАН Украины. Имеет место много случаев наличия у члена академии двух степеней по различным специальностям одновременно (например: доктор технических наук / кандидат медицинских наук, доктор технических наук / кандидат военных наук, доктор).
- АТН Украины является членом Международной академии технологических наук.